# Oberón (mitología)

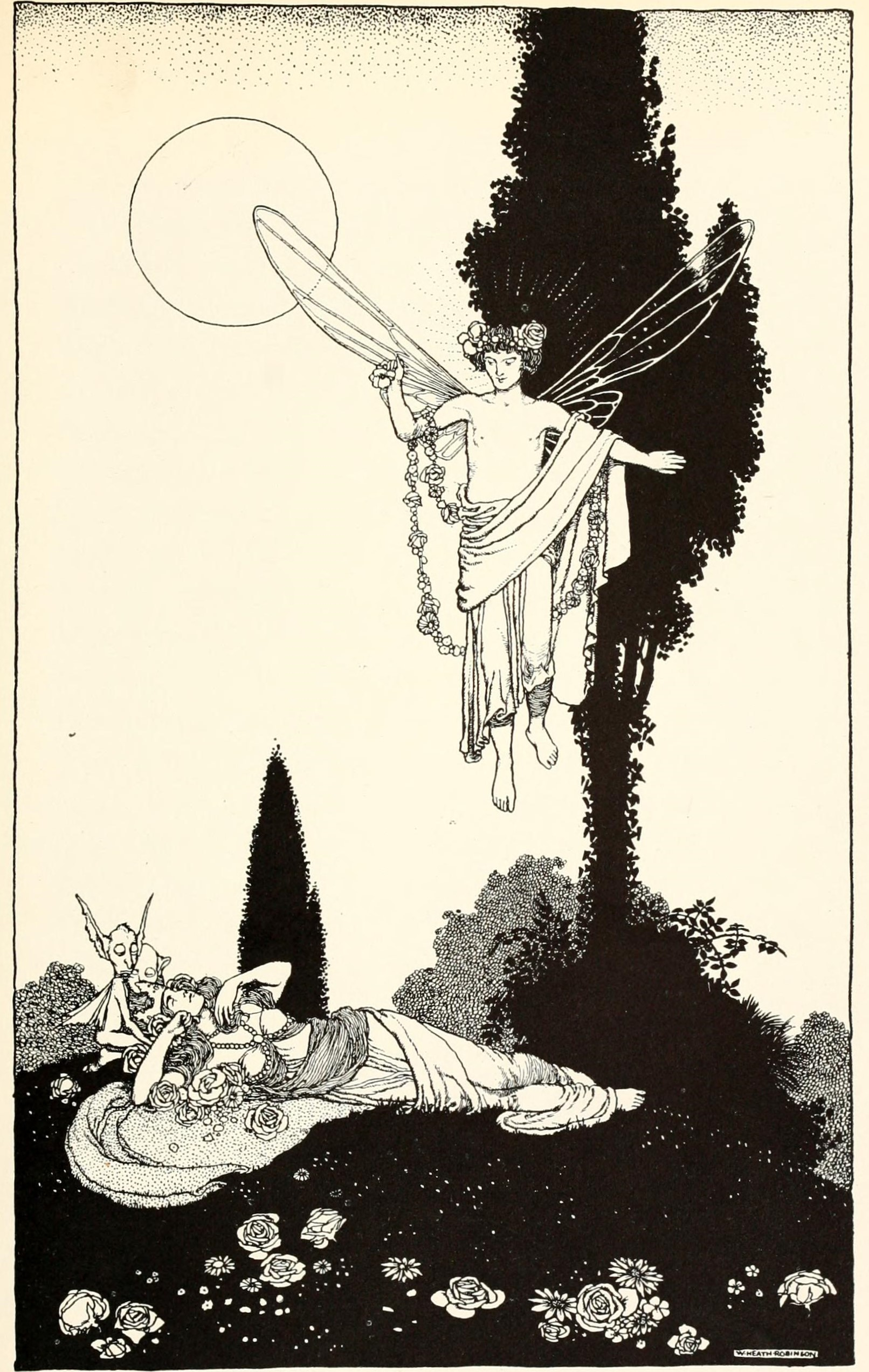
Oberón encantando a Titania, ilustración de W. Heath Robinson, 1914.

Oberón es, en la mitología celta y en las leyendas medievales, el rey de las hadas; también se dice que era primo del rey de los hombres, también es el marido de Titania. Es famoso como personaje en la obra de William Shakespeare, El sueño de una noche de verano.

## Historia
La leyenda de Oberón habría tenido su inicio literario en el Cantar de gesta francés Les Prouesses et faitz du noble Huon de Bordeaux (primera mitad del siglo XIII). En este cantar el noble Huon, hijo de Seguin, conde de Burdeos, mata a un hombre que ha caído en una emboscada, quien resulta ser Charlot, el hijo del Emperador. Por ello es condenado, pero obtiene la suspensión temporal del castigo a condición de visitar la corte del Emir de Babilonia, regresar con un mechón de los cabellos de este y cuatro de sus dientes, y allí también asesinar al mejor de sus caballeros y besar en tres ocasiones a su hija Esclarmonde. Con la ayuda del duende Oberón, Huon logra el éxito tras afrontar muchas aventuras. Carlos el Niño, hijo de Carlos el Calvo, muere en 886 debido a heridas infligidas por Aubouin bajo circunstancias similares. El Seguin de la vida real fue un conde de Burdeos bajo el reinado de Ludovico Pío, en 839, y murió luchando contra los normandos seis años después.
De este modo, Oberón aparece en una fantasía cortesana del siglo XIII basada en un episodio histórico del siglo IX. Le son dados atavíos Celtas, como una copa mágica que siempre estará llena para los virtuosos (compárese con el Santo Grial): "La copa mágica le provee su merienda; pero tal es su virtud que no solo produce vino, sino sustento más sólido cuando se desea", y, según Thomas Bulfinch, se decía que era hijo de Morgana le Fay y Julio César.
Un manuscrito del romance en Turín contiene un prólogo en forma de un romance aparte sobre Auberon, y cuatro secuencias. Existen posteriores versiones francesas.
Shakespeare leyó o escuchó de Oberón, a través de la traducción (ca 1540) de John Bourchier, Lord Berners, como Huon of Burdeuxe. En el diario de Philip Henslowe hay una nota sobre el ensayo de una obra, Hewen of Burdocize, el 28 de diciembre de 1593.
"Oberón" como rey de los elfos es una historia más antigua, como Alberich (elbe reix, elves rex o "rey de los elfos"), un hechicero en la historia legendaria de la dinastía de los Merovingios; es el hermano sobrenatural de Merowech, epónimo de los Merovingios. Él ganó para su hijo mayor, Walbert, la mano de la princesa de Constantinopla. Tal como Alberich en El Cantar de los Nibelungos, guarda el tesoro de los Nibelungos, pero es derrotado por Sigfrido. De esta manera, su mito burgundio evoluciona en una dirección distinta y termina robando el Oro del Rin (Rhinemaidens' gold) en la ópera de Richard Wagner.
Oberón, o el Príncipe de la Hadas (1616) es una obra de Ben Jonson. La opera de Carl Maria von Weber, Oberón, o la Oda al Rey-Elfo (basada en un poema de Christoph Martin Wieland), debutó en Covent Garden, Londres, en 1826.
La Ópera barroca, imposible de representar por superar la tecnología de los que montan los escenarios, La reina de las hadas (The Fairy Queen), de Henry Purcell, se inicia con la celebración del aniversario del rey Oberón, después llamado Alberich (-ich procedería del genitivo y diminutivo latino -ici, que ha dado apellidos como Milosevic).

## En la cultura popular
- En la historieta de Hugo Pratt El Corto Maltés, hay un capítulo titulado "sueño de una mañana de invierno", donde Oberón hace su aparición en Stonehenge junto al fauno Pit, Morgana y el mago Merlín.

- Un trasunto de Oberón, llamado Auberon, es uno de los personajes centrales de la novela Pequeño, grande de John Crowley.

- Oberón también aparece como personaje ficticio en el Universo DC, habiendo sido introducido por Neil Gaiman en su historieta The Sandman, en la saga País de sueños, como el Rey de las Hadas, esposo de Titania, y amigo de Morfeo, quien habría encargado a Shakespeare la obra en su honor.

- En la historieta argentina "Travesía por el laberinto", escrita por Eduardo Mazzitelli y dibujada por Enrique Alcatena es uno de los personajes principales.

- También aparece en la serie animada Gárgolas como padre de criaturas sobrenaturales.

- En la serie de animación japonesa, Sword Art Online, el personaje Sugou Nobuyuki en el VRMMORPG ALfheim Online se hace llamar Oberón "El Rey de las Hadas".

- Aparece también en novelizacion, manga y serie de anime japonés, Mahotsukai no Yome, como esposo de Titania, presentándose como alguien inmaduro e imprudente cuya esposa tiene que controlar.

- También en el videojuego Warframe es un personaje jugable con habilidades alusivas a este.

- En el videojuego The Sims 2 se hace referencia a varios personajes de Shakespeare en el barrio de Villa Verona siendo Oberón Deunanoche el sim basado en Oberón. También en la secuela The Sims 3: Supernatural aparece Oberón Deunanoche, en este caso aparece como un hada (cosa que no ocurre en The Sims 2).

- La canción The Fairy Feller's Master-Stroke, de la banda inglesa Queen, incluye en su letra referencias a Oberón y su esposa, Titania.

- En el podcast "Voces en la caja" de Pizza fría producciones. Oberón es mencionado al final de la primera temporada como el Rey de las "hadas" que está encerrado bajo tierra.

- Dentro del videojuego Fate/Grand Order es un servant de clase Pretender.

- En el videojuego de God Of War Ragnarök, En el DLC del Valhalla. El personaje de Mimir menciona que Oberón fue su maestro.

- Es un Demonio recurrente en la saga de Videojuegos Shin Megami Tensei.